# 6.25 전쟁의 미군·영국군 탈영병 목록
6.25 전쟁 이후 본국 송환을 거부하고 잔류를 선택한 미군 포로 21명 및 영국군 포로 1명은 다음과 같다.

## 목록

### 미군 소속
1. 클라렌스 애덤스(Clarence Adams) 상병(Corporal)
2. 하워드 게일 애덤스(Howard Gayle Adams) 병장
3. 앨버트 컨스턴트 벨홈(Albert Constant Belhomme) 병장
4. 어서 그레이슨 벨(Otho Grayson Bell) 상병(Corporal)
5. 리처드 고든(Richard Gordon) 병장
6. 윌리엄 코워트(William Cowart) 상병(Corporal)
7. 루푸스  더글러스(Rufus Douglas) 병장
8. 존 로델 던(John Roedel Dunn) 상병(Corporal)
9. 앤드류 포투나(Andrew Fortuna) 병장
10. 루이스 웨인 그릭스(Lewis Wayne Griggs)
11. 새뮤얼 데이비드 호킨스 일병
12. 알리 페이트(Arlie Pate) 상병(Corporal)
13. 스콧 러시 병장
14. 로웰 스키너 상병(Corporal)
15. 라런스 설리번(LaRance Sullivan)
16. 리처드 테니슨(Richard Tenneson) 일병
17. 제임스 베네리스 일병
18. 해럴드 웹(Harold Webb) 병장
19. 윌리엄 와이트 상병(Corporal)
20. 모리스 윌스(Morris Wills) 상병(Corporal)
21. 애런 윌슨 상병(Corporal)

### 영국군 소속
- 앤드류 콘드론(Andrew Condron): 스코틀랜드인